# Ольборг (муніципалітет)
Ольборг (дан. Aalborg) — муніципалітет у регіоні Північна Ютландія королівства Данія. Площа — 1137.2 квадратних кілометрів. Адміністративний центр муніципалітету — місто Ольборг.

## Населення
У 2012 році населення муніципалітету становило 201 142 особи.

## Відомі уродженці
- Софія Роструп (1857—1940) — данська ентомологиня.